# Liste der Flaggen im Hohenlohekreis
Diese Liste beinhaltet alle Flaggen im Hohenlohekreis in Baden-Württemberg, inklusive historischer Flaggen.
In Baden-Württemberg werden zweibahnige Flaggen verliehen, deren Farben den Wappenfarben entsprechen. Dabei wird oft als erste Farbe der Flagge (links vom Betrachter) die Farbe der Wappenfigur und als zweite Farbe die des Wappengrundes genommen. Flaggen, die vor Inkrafttreten der deutschen Gemeindeordnung 1935 geführt wurden, dürfen beibehalten werden, auch wenn diese nicht den heutigen Bestimmungen in Baden-Württemberg entsprechen.

## Hohenlohekreis
| Landkreis      | Flagge | Kommentare |
| Hohenlohekreis |        | Wappen am 3. April 1974 vom Innenministerium verliehen: „In Silber (Weiß) über erhöhtem rotem Schildfuß, darin ein sechsspeichiges silbernes (weißes) Rad, zwei schreitende, rot bezungte schwarze Leoparden mit untergeschlagenen Schwänzen.“ Flagge: Rot-Weiß. |

## Flaggen der Städte im Hohenlohekreis
| Stadt        | Flagge | Kommentare |
| Forchtenberg |        | Wappen der alten Stadt Forchtenberg in Siegeln seit 1516 nachgewiesen. Speer im Wappen der neuen Stadt in Kreuzspeer umgewandelt. Wappen und Flagge am 7. Juni 1978 vom Landratsamt Hohenlohekreis verliehen: „In Rot der stehende, golden (gelb) nimbierte und silbern (weiß) gerüstete Erzengel Michael mit goldenem (gelbem) Kreuzspeer den Rachen des silbernen (weißen) Lindwurms durchbohrend.“ Flagge: Weiß-Rot.                                                                                        |
| Ingelfingen  |        | Krummstab erscheint im ältesten, in Abdrücken des 16. Jahrhunderts belegten Siegel. Wappenfigur zeitweise mit linkshin geöffneter Krümme dargestellt, heutige Gestalt des Wappens am 10. April 1956 bestätigt: „In Blau ein silberner (weißer) Krummstab.“ Flagge: Weiß-Blau. |
| Krautheim    |        | Mainzer Rad erscheint im ältesten bekannten Siegel von 1473, nach Übergang an Baden im Jahre 1806 durch Kleeblatt ersetzt. Ersteres erscheint wieder seit 1898 in Siegeln. Rad in von Rot und Grün gespaltenem Schild seit 1950 in Gebrauch. Heutiges Wappen am 5. November 1957 vom Innenministerium, Flagge am 14. Oktober 1971 verliehen: „In elfmal von Schwarz und Silber (Weiß) geteiltem Schild oben rechts eine rote Vierung, darin ein sechsspeichiges silbernes (weißes) Rad.“ Flagge: Schwarz-Weiß. |
| Künzelsau    |        | Wappenbild erscheint in seit 1525 belegten Siegeln, Wappenfarben im 18./19. Jahrhundert festgelegt: „In Blau auf silberner (weißer) Schüssel das bärtige goldene (gelbe) Haupt Johannes des Täufers.“ Flagge: Blau-Weiß. |
| Neuenstein   |        | Wappen am 15. April 1509 vom Kaiser Maximilian I. verliehen. Wappen und Flagge der neuen Stadt am 11. November 1975 vom Innenministerium verliehen: „In Silber (Weiß) ein roter Spitzhammer.“ Flagge: Rot-Weiß. |
| Niedernhall  |        | Hl. Laurentius erscheint im ältesten, seit dem 15. Jahrhundert belegten Siegel. Flagge am 19. August 1980 vom Landratsamt Hohenlohekreis verliehen: „In Gold (Gelb) der heilige Laurentius in silbernem (weißem) Unter-, rotem Obergewand und roten Schuhen, mit der Rechten einen schwarzen Rost haltend, in der Linken ein silbernes (weißes) Buch tragend.“ Flagge: Rot-Weiß. |
| Öhringen     |        | Hl. Petrus mit Schlüssel und Buch zwischen zwei Ohren erscheint im ältesten bekannten, seit dem 14. Jahrhundert belegten Siegel und bis 1954 als Wappenfigur/Siegelbild verwendet. Heutiges Wappen seit dem 16. Jahrhundert nachweisbar und seit 1954 erneut in Gebrauch: „In von Rot und Silber (Weiß) schräg geteiltem Schild ein schräglinker Schlüssel in verwechselten Farben, mit dem Bart nach oben links weisend.“ Flagge: Rot-Weiß.                                                                   |
| Waldenburg   |        | Wappen seit dem 16. Jahrhundert im Siegel nachweisbar: „In geteiltem Schild oben in Gold (Gelb) auf grünem Boden drei grüne Tannen, unten in Silber (Weiß) ein schreitender, rot bewehrter und rot bezungter hersehender schwarzer Löwe (Leopard) mit untergeschlagenem Schweif.“ Flagge: Rot-Weiß. |

## Flaggen der Gemeinden im Hohenlohekreis
| Gemeinde    | Flagge | Kommentare |
| Bretzfeld   |        | Wappen und Flagge am 17. Februar 1976 vom Landratsamt Hohenlohekreis verliehen: „In Gold (Gelb) unter einer liegenden schwarzen Hirschstange eine rote Weintraube, von deren Stiel beiderseits je ein rotes Rebblatt ausgeht.“ Flagge: Rot-Gelb. |
| Dörzbach    |        | Berlichingensches Rad und gestückter Balken erscheinen im am 27. Juni 1583 vom Kaiser Rudolf II. verliehenen Wappen. Rad nach Verkauf des Dorfes an die Herren von Eyb im Jahre 1601 durch Eybsche Muscheln ersetzt. Bestätigung des heutigen Wappens und Flaggenverleihung am 2. Februar 1970 vom Innenministerium vorgenommen: „Über einem von Silber (Weiß) und Rot vierfach gestückten Balken in Silber (Weiß) drei (2:1) rote Muscheln, darunter in Schwarz ein fünfspeichiges silbernes (weißes) Rad.“ Flagge: Rot-Weiß. |
| Kupferzell  |        | Wappen im Jahre 1957 entstanden, mit Flagge der neuen Gemeinde am 27. Februar 1976 vom Landratsamt Hohenlohekreis verliehen: „Unter silbernem (weißem) Schildhaupt, darin ein schreitender, rot bezungter, hersehender schwarzer Löwe (Leopard), in Schwarz eine rot bedachte silberne (weiße) Kirche mit Dachreiter.“ Flagge: Rot-Weiß. |
| Mulfingen   |        | Wappen im Jahre 1930 festgelegt, mit Flagge der neuen Gemeinde am 11. Januar 1978 vom Landratsamt Hohenlohekreis verliehen : „In Rot ein silberner (weißer) Schrägbalken, belegt mit drei roten Rosen.“ Flagge: Weiß-Rot. |
| Pfedelbach  |        | Wappen auf Vorschlag der Archivdirektion Stuttgart vom 29. März 1927 angenommen, seit dem Jahre 1930 in Siegeln geführt. Flagge am 28. Januar 1980 vom Landratsamt Hohenlohekreis verliehen: „In Silber (Weiß) ein gebogenes rotes Steinbockshorn.“ Flagge: Rot-Weiß. |
| Schöntal    |        | Wappen mit Zisterzienserbalken und goldenem Krummstab auf grünem Schildgrund im Jahre 1972 verliehen. Heutiges Wappen mit Flagge der neuen Gemeinde am 19. September 1978 vom Landratsamt Hohenlohekreis verliehen: „In Grün schräg gekreuzt aus dem Unterrand emporkommend ein goldener (gelber) Krummstab und eine rechte silberne (weiße) Eisenfaust, die Kreuzung überdeckt mit einem erniedrigten, doppelreihig von Rot und Silber (Weiß) geschachten Balken (Zisterzienserbalken).“ Flagge: Gelb-Grün.                   |
| Weißbach    |        | Wappen im Jahre 1958 festgelegt, mit der Flagge am 19. Januar 1959 vom Innenministerium verliehen: „Unter silbernem (weißem) Schildhaupt, darin ein schreitender, rot bewehrter und rot bezungter, hersehender schwarzer Löwe (Leopard), in Rot ein silberner (weißer) Wellen-Schräglinksbalken.“ Flagge: Weiß-Rot. |
| Zweiflingen |        | Wappen und Flagge am 1. März 1974 vom Innenministerium verliehen: „In Silber (Weiß) unter einem schreitenden, hersehenden schwarzen Löwen (Leoparden) mit untergeschlagenem Schweif, drei mit den Stielen gekreuzte grüne Ähren.“ Flagge: Grün-Weiß. |